# Afonso, Thái tử của Brasil
Dom Afonso (ngày 23 tháng 2 năm 1845 - ngày 11 tháng 6 năm 1847) là Thái tử và người thừa kế ngai vàng của đế chế của Brazil. Sinh ra tại Rio de Janeiro, ông là con trai cả của Hoàng đế Dom Pedro II và Dona Cristina Teresa của Hai Sicilies, và do đó một thành viên của chi nhánh Brazil của House of Braganza.
Afonso đã chết vì bệnh động kinh khi hai tuổi, khiến hoàng đế Dom Pedro II rất đau buồn. Năm sau, Pedro và Teresa Cristina đã có một con trai, Pedro Afonso, nhưng người con này cũng qua đời trong giai đoạn trứng nước. Sau khi mất con trai thứ hai của ông, Pedro II cho rằng hệ thống đế quốc sẽ tan vỡ. Ông vẫn còn có một người thừa kế là con gái của ông, Hoàng nữ Isabel, nhưng ông không cho rằng một phụ nữ sẽ xứng đáng kế tục ngai vàng. Ông đã không quan tâm đến những tác động chính sách của ông tới đất nước, không dạy dỗ con gái Isabel cách thức quản lý quốc gia và các kỹ năng chính trị. Việc thiếu quan tâm bảo vệ đế quốc của Pedro II cuối cùng đã dẫn đến sự sụp đổ của đế quốc này.